# 3215 Lapko
A 3215 Lapko (ideiglenes jelöléssel 1980 BQ) a Naprendszer kisbolygóövében található aszteroida. Ljudmila Georgijevna Karacskina fedezte fel 1980. január 23-án.